# Dark Angel (gruppo musicale)
I Dark Angel sono un gruppo musicale thrash metal statunitense formatosi all'inizio degli anni ottanta, scioltosi nel 1992 e, riunitosi nei 2000.

## Storia del gruppo

### Gli inizi
La band si forma nel 1981 con il nome "Shellshock", dall'incontro di tre studenti della Downey High School di Los Angeles (la stessa scuola dove si incontrarono James Hetfield e Ron McGovney, futuri membri dei Metallica). I tre studenti erano il cantante Don Doty, il chitarrista Jim Durkin ed il bassista Rob Yahn, successivamente si aggiunse il batterista Mike Andrade. Con questa formazione viene registrato un demo dal titolo Into the Inferno.
Nel 1984, si aggiunge il secondo chitarrista Eric Meyer e Andrade viene sostituito da Bob Gourley (batterista che militò per qualche settimana negli Slayer, sostituendo momentaneamente Dave Lombardo). L'anno successivo Gourley viene rimpiazzato prima da Lee Rauch (proveniente dai Megadeth) e poi da Jack Schwartz. Dopo questi continui cambi di formazione vengono pubblicati altri demo con il nuovo nome: Dark Angel.
Nel 1985, è il turno di We Have Arrived , album che contiene alcuni brani già presenti nei demo.

### L'ingresso di Gene Hoglan
Subito dopo la pubblicazione del primo disco la band subisce un nuovo cambio: Schwartz se ne va lasciando il posto a Gene Hoglan, ex batterista dei "Wargod".
Con lui alle pelli viene pubblicato il secondo album, Darkness Descends del 1986. Questo vede anche l'ingresso in formazione del bassista Mike Gonzalez al posto di Yahn, cosa che avviene quando il disco è già in stampa.
Nel 1988 il gruppo prende parte all'Ultimate Revenge 2 con un nuovo cantante: Ron Rinehart. Questo mini-festival, a cui parteciparono anche Raven, Death, Faith or Fear e Forbidden, viene registrato e in seguito pubblicato dalla Combat Records sotto forma di VHS.

### La svolta
Leave Scars del 1989 rappresenta un significativo cambio stilistico: il gruppo si dedica molto alla tecnica e definisce uno stile più personale, sebbene la musica rimane brutale come agli esordi.
Hoglan diviene l'elemento trainante del gruppo dato che, d'ora in poi, si occuperà della composizione di molti brani e maturerà una tecnica formidabile che lo renderà uno dei più grandi batteristi metal di tutti i tempi.
Nel frattempo il chitarrista Jim Durkin (uno dei membri fondatori) abbandona il gruppo, lasciando il posto a Brett Eriksen. In quel periodo viene registrato anche Live Scars (1990): il primo album dal vivo dei Dark Angel.

### La mancata ascesa
L'anno successivo viene dato alle stampe Time Does Not Heal, che è definito non solo il loro capitolo più riuscito ma anche uno dei dischi più rappresentativi della corrente thrash metal. Il livello tecnico raggiunge il suo apice con Meyer ed Erikssen autori di un ottimo lavoro ritmico e solistico e con Hoglan che, oltre ad essere un batterista di indubbie doti tecniche, dimostra di essere anche un compositore capace essendo il principale scrittore di musiche e testi. Al momento della sua uscita, in piena epoca death metal, quando molte thrash band della prima ondata come Metallica e Megadeth si avvicinavano ad altri stili più mainstream, il disco venne praticamente ignorato da pubblico e critica, e l'importanza e la bellezza di questo lavoro vennero riconosciute solo con il passare degli anni.

### Lo scioglimento
È il loro "canto del cigno" e, dopo il tour di promozione dell'album, la band si scioglie all'improvviso a causa dei forti diverbi tra i vari componenti. L'ultima uscita discografica del gruppo è la raccolta Decade of Chaos del 1992. Mentre degli altri membri non si sentirà più sentir parlare, Hoglan diventa un turnista molto richiesto suonando con varie band tra le quali Death, Testament e Strapping Young Lad, band industrial metal con la quale instaura un ottimo rapporto di lavoro e di amicizia, in particolar modo con il leader Devin Townsend.

### Le Reunion
Nel 2002 i Dark Angel si riuniscono con il chitarrista Jim Durkin, mentre il bassista Mike Gonzalez sarà presente in una successiva reunion del 2013. Per via dei problemi di salute di Rinehart però le attività verranno continuamente rallentate nel corso degli anni, sia a causa dell'abbandono da parte di Durkin che del seguente scioglimento avvenuto nel 2005.
Nel 2013 viene annunciata la reunion con il primo cantante (Don Doty), ma successivamente l'ipotesi viene scartata e il gruppo si riunisce nella formazione del terzo album Leave Scars annunciando una serie di date per l'anno successivo.
Dalla fine del 2014 si parla, sempre più insistentemente, di un nuovo album in studio per la band.
Ad agosto 2024 la band annuncia di essere entrata in studio, mentre il 21 marzo 2025, durante una data in Cile, suona 2 nuovi brani, "Circular Firing Squad" e la title-track del nuovo album in arrivo, "Extinction-Level Event".
L'11 aprile verrà pubblicata la title-track come singolo di lancio.

## I testi
A differenza di tanti gruppi metal che trattano perlopiù tematiche come horror, satanismo e fantasy, i Dark Angel parlano di argomenti che riguardano la società odierna, come la violenza sessuale, i problemi del sistema statunitense e la religione (il brano The New Priesthood è una forte critica nei confronti delle società ecclesiastiche, ritenute corrotte e dittatoriali).

## Formazione

### Formazione attuale
- Ron Rinehart – voce (1987-1992, 2002-2005, 2013-presente)
- Eric Meyer – chitarra (1983-1992, 2002-2005, 2013-presente)
- Laura Christine – chitarra (2023-presente)
- Mike Gonzalez – basso (1986-1992, 2013-presente)
- Gene Hoglan – batteria (1984-1992, 2002-2005, 2013-presente)

### Ex componenti
- Rob Yahn – basso (1983-1986)
- Jack Schwartz – batteria (1983-1984)
- Mike Andrade – batteria (1983)
- Don Doty – voce (1983-1987)
- Bob Gourley – batteria (1984)
- Lee Rauch – batteria (1984)
- Jim Drabos – voce (1987)
- Brett Eriksen – chitarra (1989-1991)
- Cris McCarthy – chitarra (1991-1992)
- Danyael Williams – basso (2002-2004)
- Jim Durkin – chitarra (1983-1989, 2002, 2013-2023) (morto nel 2023)

## Discografia
Album in studio
- 1985 - We Have Arrived
- 1986 - Darkness Descends
- 1989 - Leave Scars
- 1991 - Time Does Not Heal
- 2025 - Extinction Level Event

Live
- 1990 - Live Scars

Raccolte
- 1992 - Decade of Chaos

Demo
- 1983 - Gonna Burn
- 1984 - Hell's on Its Knees
- 1984 - Live Demo '84
- 1985 - Live Demo from Berkeley

## Videografia

### Video
- 1989 - The Ultimate Revenge 2 (Split con Raven, Death, Forbidden, Faith or Fear)
- 1990 - 3-Way Thrash (Split con Candlemass, D.A.M.)